# Erik Sowinski
Erik Sowinski (ur. 21 grudnia 1989) – amerykański lekkoatleta specjalizujący się w biegach średniodystansowych.
W 2015 zdobył złoto w sztafecie 4 × 800 metrów podczas IAAF World Relays oraz osiągnął półfinał 800 metrów na mistrzostwach świata w Pekinie. W 2016 stanął na najniższym stopniu podium podczas halowych mistrzostw świata w Portland. Rok później wywalczył drugi złoty medal IAAF World Relays.
Złoty medalista mistrzostw Stanów Zjednoczonych. Stawał na podium mistrzostw NCAA.

## Osiągnięcia
| Rok  | Impreza                   | Miejsce  | Konkurencja             | Lokata     | Wynik   |
| ---- | ------------------------- | -------- | ----------------------- | ---------- | ------- |
| 2014 | Halowe mistrzostwa świata | Sopot    | bieg na 800 metrów      | eliminacje | 1:48,04 |
| 2015 | IAAF World Relays         | Nassau   | sztafeta 4 × 800 metrów | 1. miejsce | 7:04,84 |
| 2015 | Mistrzostwa świata        | Pekin    | bieg na 800 metrów      | półfinał   | 1:47,16 |
| 2016 | Halowe mistrzostwa świata | Portland | bieg na 800 metrów      | 3. miejsce | 1:47,22 |
| 2017 | IAAF World Relays         | Nassau   | sztafeta 4 × 800 metrów | 1. miejsce | 7:13,16 |

## Rekordy życiowe
- Bieg na 600 metrów (stadion) – 1:15,06 (2016)
- Bieg na 600 metrów (hala) – 1:15,07 (2017)
- Bieg na 800 metrów (stadion) – 1:44,58 (2014)
- Bieg na 800 metrów (hala) – 1:46,57 (2018)
- Bieg na 1000 metrów (stadion) – 2:20,29 (2014)
- Bieg na 1000 metrów (hala) – 2:18,63 (2014)